# Абакалики
Абакалики (англ. Abakaliki) — город в юго-восточной части Нигерии, административный центр штата Эбоньи.

## Географическое положение
Город находится в восточной части штата, к западу от реки Восточный Абоине (приток реки Кросс). Абсолютная высота — 116 метров над уровнем моря.
Абакалики расположен на расстоянии приблизительно 300 километров к юго-юго-востоку (SSE) от Абуджи, столицы страны.

## Население
По данным переписи 1991 года численность населения Абакалики составляла 83 651 человека.
Динамика численности населения города по годам:
| 1991   | 2012    |
| ------ | ------- |
| 83 651 | 267 386 |

В этническом составе населения преобладают представители народа игбо.

## Экономика
Абакалики является центром торговли сельскохозяйственной продукцией. Также в окрестностях города осуществляется добыча свинца, цинка и известняка.

## Транспорт
Ближайший аэропорт расположен в городе Энугу.

## Религия
Город является центром католической епархии Абакалики.